# Karl-Volkert-Hof

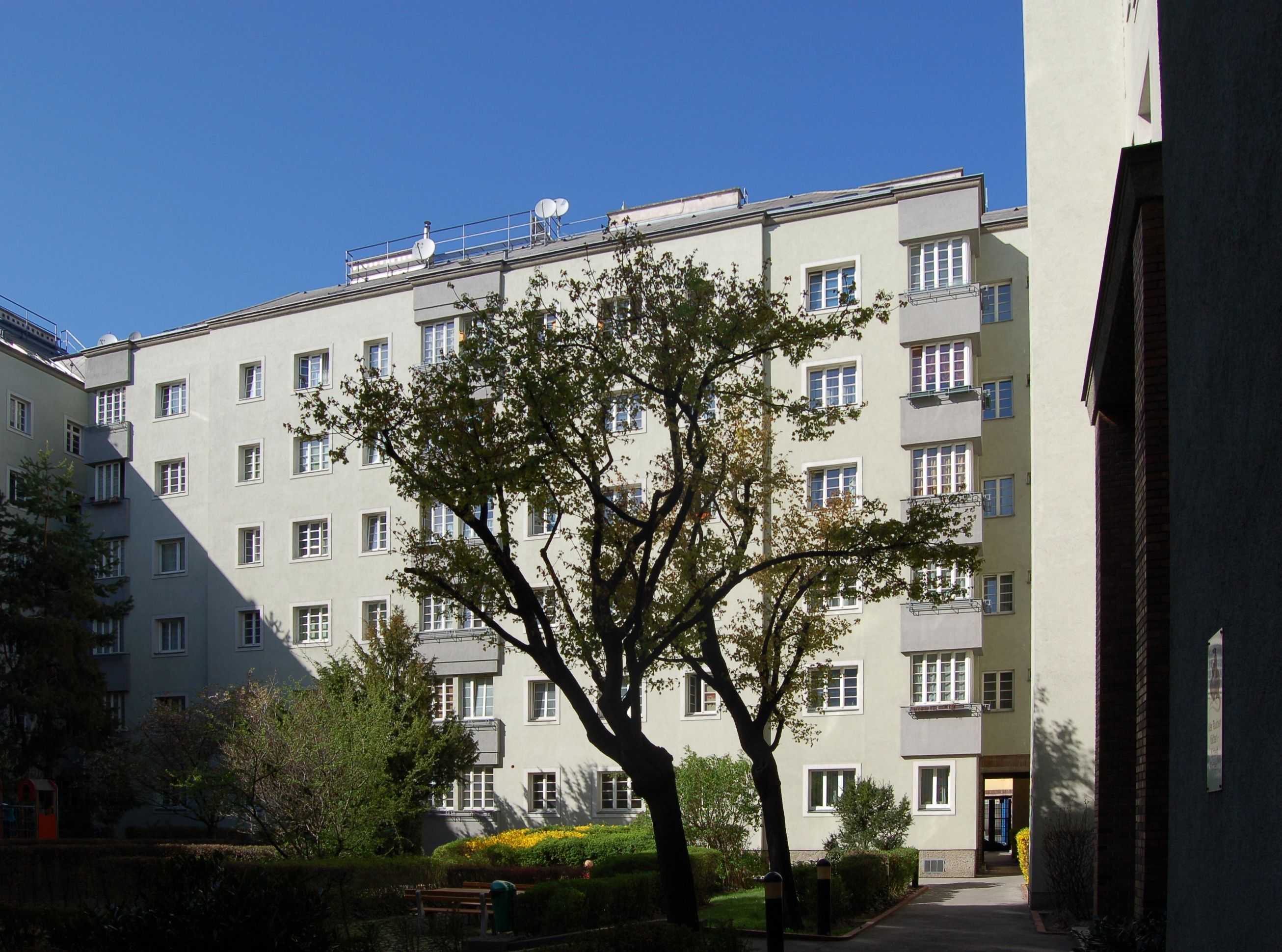
Innenhof des Karl-Volkert-Hofes

Der Karl-Volkert-Hof ist ein Gemeindebau im 16. Wiener Gemeindebezirk Ottakring. Er wurde zwischen 1926 und 1927 nach Plänen der Architekten Franz Schacherl und Franz Schuster errichtet und umfasst 226 Wohnungen. Der Bau steht unter Denkmalschutz (Listeneintrag).

## Lage
Der Karl-Volkert-Hof liegt in der Wiener Katastralgemeinde Ottakring. In nächster Nähe befindet sich das Gelände der Ottakringer Brauerei. Der Gemeindebau umfasst zwei Höfe, wobei der größere der beiden Höfe einen rechteckigen Grundriss besitzt. Im Bereich des Haupthofes wird der Karl-Volkert-Hof im Westen von der Klausgasse und im Osten von der Kreitnergasse begrenzt. Im Süden wird der Gemeindebau durch Wohnbauten von der Hasnerstraße getrennt. Im Norden findet der Karl-Volkert-Hof entlang der Kreitnergasse seine Fortsetzung durch einen angebauten, leicht L-förmigen Bauteil, der bis zur Thaliastraße reicht.

## Geschichte und Bauwerk
Der Karl-Volkert-Hof ist ein monumentaler, viergeschoßiger und zwei Höfe umfassender Gemeindebau. Er weist an der Thaliastraße eine achtachsige und an der Kreitnergasse eine 36 Achsen umfassende, graue Fassade auf. Als Gestaltungselemente setzten die Architekten Schacherl und Schuster dabei vor allem horizontalen Putzauflagen und zwei- bis dreiflügelige Fenster ein. Die Fassade an der Kreitnergasse weist zudem flache viergeschoßige Erker auf, die zusätzlich durch eine dunklere Putzfarbe akzentuiert wurden. Als zusätzliche Gestaltungselemente weist der Gemeindebau eine durch Raubeton abgesetzte Sockelzone auf, die durch die Hanglage des Hofes abgetreppt wurde. Die Raubetonzone ist dabei im Bereich der beiden hohen Eingangsportalen von einer gebänderten Klinkerverkleidung unterbrochen.
Im Inneren des Gemeindebaus befindet sich das so genannte „Volkert-Denkmal“, das 1930 vom Bildhauer Siegfried Bauer geschaffen wurde. Es handelt sich bei dem Denkmal um eine Porträtbüste auf einem Quadratpfeiler, das zu Ehren des sozialdemokratischen Politikers Karl Volkert errichtet wurde. Auch der Gemeindebau wurde nach Volkert benannt, wobei die Benennung am 24. März 1931 erfolgt. Zur Erinnerung an ihn besteht in der Wohnhausanlage zudem eine Gedenktafel. 1934 wurde das Karl-Volkert-Denkmal entfernt, zudem erfolgte 1935 die Demontage der Aufschrift auf dem Gebäude. Nach dem Zweiten Weltkrieg wurde jedoch der ursprüngliche Zustand wiederhergestellt.
Während der Jahre 1993 bis 1995 wurde der Karl-Volkert-Hof renoviert, wobei im Zuge der Arbeiten Sockelsanierungen und die Instandsetzung der Fassade durchgeführt wurden. Des Weiteren erfolgte eine Erneuerung von Fenstern, Türen und Dacheindeckung, wobei im Zuge der Arbeiten auch 23 neue Wohnungen im Dachgeschoß und ein neuer Spielplatz entstanden. Die Sanierungskosten umfasste rund 8,3 Millionen Euro.